# Marstrands, Kungälvs, Alingsås och Ulricehamns valkrets
Marstrands, Kungälvs, Alingsås och Ulricehamns valkrets var i riksdagsvalen till andra kammaren 1896–1905 en egen valkrets med ett mandat. Valkretsen, som omfattade städerna Marstrand, Kungälv, Alingsås och Ulricehamn, avskaffades inför valet 1908 då Marstrand och Kungälv fördes till Strömstads, Lysekils, Marstrands, Kungälvs och Åmåls valkrets medan Alingsås och Ulricehamn fördes till Vänersborgs, Alingsås och Ulricehamns valkrets.

## Riksdagsmän
- Gottlieb Restadius, lmp (1897–1900)
- Mauritz Bäärnhielm, vilde (1901–1902)
- Magnus Täcklind, vilde (1903–1905)
- Gottfried Thavenius, lib s (1906–1908)

## Valresultat

### 1896
| Andrakammarvalet i Sverige 1896: Marstrands, Kungälvs, Alingsås och Ulricehamns valkrets | Andrakammarvalet i Sverige 1896: Marstrands, Kungälvs, Alingsås och Ulricehamns valkrets | Andrakammarvalet i Sverige 1896: Marstrands, Kungälvs, Alingsås och Ulricehamns valkrets | Andrakammarvalet i Sverige 1896: Marstrands, Kungälvs, Alingsås och Ulricehamns valkrets | Andrakammarvalet i Sverige 1896: Marstrands, Kungälvs, Alingsås och Ulricehamns valkrets |
| Kandidat                                                                                 | Kandidat                                                                                 | Röster                                                                                   | Röster                                                                                   | Röster                                                                                   |
| Kandidat                                                                                 | Kandidat                                                                                 | Antal                                                                                    | %                                                                                        | +− %                                                                                     |
| ---------------------------------------------------------------------------------------- | ---------------------------------------------------------------------------------------- | ---------------------------------------------------------------------------------------- | ---------------------------------------------------------------------------------------- | ---------------------------------------------------------------------------------------- |
|                                                                                          | Gottlieb Restadius                                                                       | 190                                                                                      | 68,1                                                                                     |                                                                                          |
|                                                                                          | Frans Andersson i Ulricehamn                                                             | 89                                                                                       | 31,9                                                                                     |                                                                                          |
| Antal giltiga röster                                                                     | Antal giltiga röster                                                                     | 279                                                                                      |                                                                                          |                                                                                          |
| Kasserade röster                                                                         | Kasserade röster                                                                         | 0                                                                                        |                                                                                          |                                                                                          |
| Totalt                                                                                   | Totalt                                                                                   | 279                                                                                      |                                                                                          |                                                                                          |

- Valdeltagandet var 49,8%.

### 1899
| Andrakammarvalet i Sverige 1899: Marstrands, Kungälvs, Alingsås och Ulricehamns valkrets | Andrakammarvalet i Sverige 1899: Marstrands, Kungälvs, Alingsås och Ulricehamns valkrets | Andrakammarvalet i Sverige 1899: Marstrands, Kungälvs, Alingsås och Ulricehamns valkrets | Andrakammarvalet i Sverige 1899: Marstrands, Kungälvs, Alingsås och Ulricehamns valkrets | Andrakammarvalet i Sverige 1899: Marstrands, Kungälvs, Alingsås och Ulricehamns valkrets |
| Kandidat                                                                                 | Kandidat                                                                                 | Röster                                                                                   | Röster                                                                                   | Röster                                                                                   |
| Kandidat                                                                                 | Kandidat                                                                                 | Antal                                                                                    | %                                                                                        | +− %                                                                                     |
| ---------------------------------------------------------------------------------------- | ---------------------------------------------------------------------------------------- | ---------------------------------------------------------------------------------------- | ---------------------------------------------------------------------------------------- | ---------------------------------------------------------------------------------------- |
|                                                                                          | Gottlieb Restadius                                                                       | 125                                                                                      | 90,6                                                                                     | ▲32,5                                                                                    |
|                                                                                          | Närmaste kandidat                                                                        | 10                                                                                       | 7,2                                                                                      |                                                                                          |
|                                                                                          | Övriga kandidater                                                                        | 3                                                                                        | 2,2                                                                                      |                                                                                          |
| Antal giltiga röster                                                                     | Antal giltiga röster                                                                     | 138                                                                                      |                                                                                          |                                                                                          |
| Kasserade röster                                                                         | Kasserade röster                                                                         | 5                                                                                        |                                                                                          |                                                                                          |
| Totalt                                                                                   | Totalt                                                                                   | 143                                                                                      |                                                                                          |                                                                                          |

Valet ägde rum den 1 september 1899. Valdeltagandet var 23,5%.

### 1902
| Andrakammarvalet i Sverige 1899: Marstrands, Kungälvs, Alingsås och Ulricehamns valkrets | Andrakammarvalet i Sverige 1899: Marstrands, Kungälvs, Alingsås och Ulricehamns valkrets | Andrakammarvalet i Sverige 1899: Marstrands, Kungälvs, Alingsås och Ulricehamns valkrets | Andrakammarvalet i Sverige 1899: Marstrands, Kungälvs, Alingsås och Ulricehamns valkrets | Andrakammarvalet i Sverige 1899: Marstrands, Kungälvs, Alingsås och Ulricehamns valkrets |
| Kandidat                                                                                 | Kandidat                                                                                 | Röster                                                                                   | Röster                                                                                   | Röster                                                                                   |
| Kandidat                                                                                 | Kandidat                                                                                 | Antal                                                                                    | %                                                                                        | +− %                                                                                     |
| ---------------------------------------------------------------------------------------- | ---------------------------------------------------------------------------------------- | ---------------------------------------------------------------------------------------- | ---------------------------------------------------------------------------------------- | ---------------------------------------------------------------------------------------- |
|                                                                                          | Magnus Täcklind                                                                          | 243                                                                                      | 55,5                                                                                     |                                                                                          |
|                                                                                          | Kyrkoherde Jörlander                                                                     | 193                                                                                      | 44,1                                                                                     |                                                                                          |
|                                                                                          | Övriga kandidater                                                                        | 2                                                                                        | 0,4                                                                                      |                                                                                          |
| Antal giltiga röster                                                                     | Antal giltiga röster                                                                     | 438                                                                                      |                                                                                          |                                                                                          |
| Kasserade röster                                                                         | Kasserade röster                                                                         | 1                                                                                        |                                                                                          |                                                                                          |
| Totalt                                                                                   | Totalt                                                                                   | 439                                                                                      |                                                                                          |                                                                                          |

Valet ägde rum den 2 september 1902. Valdeltagandet var 65,9%.

### 1905
| Andrakammarvalet i Sverige 1905: Marstrands, Kungälvs, Alingsås och Ulricehamns valkrets | Andrakammarvalet i Sverige 1905: Marstrands, Kungälvs, Alingsås och Ulricehamns valkrets | Andrakammarvalet i Sverige 1905: Marstrands, Kungälvs, Alingsås och Ulricehamns valkrets | Andrakammarvalet i Sverige 1905: Marstrands, Kungälvs, Alingsås och Ulricehamns valkrets | Andrakammarvalet i Sverige 1905: Marstrands, Kungälvs, Alingsås och Ulricehamns valkrets |
| Kandidat                                                                                 | Kandidat                                                                                 | Röster                                                                                   | Röster                                                                                   | Röster                                                                                   |
| Kandidat                                                                                 | Kandidat                                                                                 | Antal                                                                                    | %                                                                                        | +− %                                                                                     |
| ---------------------------------------------------------------------------------------- | ---------------------------------------------------------------------------------------- | ---------------------------------------------------------------------------------------- | ---------------------------------------------------------------------------------------- | ---------------------------------------------------------------------------------------- |
|                                                                                          | Gottfried Thavenius                                                                      | 305                                                                                      | 54,3                                                                                     |                                                                                          |
|                                                                                          | Elis Zimdahl                                                                             | 257                                                                                      | 45,7                                                                                     |                                                                                          |
| Antal giltiga röster                                                                     | Antal giltiga röster                                                                     | 562                                                                                      |                                                                                          |                                                                                          |
| Kasserade röster                                                                         | Kasserade röster                                                                         | 3                                                                                        |                                                                                          |                                                                                          |
| Totalt                                                                                   | Totalt                                                                                   | 565                                                                                      |                                                                                          |                                                                                          |

Valet ägde rum den 15 september 1905. Valdeltagandet var 72,3%.